# Xiuzhen Tu
Le Xiuzhen Tu (修真圖), ou Carte de la culture de la perfection, est une carte taoïste sur l'anatomie humaine dont la date de confection n'a pas été déterminée précisément. Elle s'interprète dans le contexte du Xiuzhen, une méthode permettant d'approcher la transcendance spirituelle. Le Xiuzhen Tu daterait de la même époque que le Neijing Tu, qui fut attribué à l'auteur du Huangdi Nei Jing.